# جون مكمارتن
جون مكمارتن (بالإنجليزية: John McMartin)‏ (مواليد 21 أغسطس 1929 في وارسو - 7 يوليو 2016) هو ممثل أمريكي بدأ مسيرته الفنية عام 1956.

## وصلات خارجية
- جون مكمارتن على موقع IMDb (الإنجليزية)
- جون مكمارتن على موقع ميوزك برينز (الإنجليزية)
- جون مكمارتن على موقع قاعدة بيانات برودواي على الإنترنت (الإنجليزية)
- جون مكمارتن على موقع ديسكوغز (الإنجليزية)
- جون مكمارتن على موقع قاعدة بيانات الفيلم (الإنجليزية)